# Private Berufsakademie Fulda
Die Private Berufsakademie Fulda – University of Cooperative Education ist eine private Berufsakademie mit Sitz in Fulda. Sie bietet jeweils zum Wintersemester wissenschaftlich akkreditierte Studiengänge der Wirtschaftswissenschaften an.

## Geschichte
Die Private Berufsakademie Fulda – University of Cooperative Education gGmbH wurde im Jahr 2010 gegründet. Im gleichen Jahr erhielt die Berufsakademie Fulda die staatliche Anerkennung als Hochschule vom Wissenschaftsministerium Hessen.
Seit dem Jahr 2012 besteht eine Partnerschaft mit dem New College Durham in England. Außerdem pflegt die BA Fulda weitere Partnerschaften mit Universitäten im Ausland, bei denen Studierende ein Auslandssemester absolvieren können.
Die Studienleitung wird durch die Professoren Lothar Jordan und Wolfgang Dippel ausgeübt.

## Studiengänge
Im Mittelpunkt stehen duale Studiengänge für Abiturienten bzw. Fachabiturienten mit betriebswirtschaftlichem und volkswirtschaftlichem Bezug. Mit ihrer praktischen Berufserfahrung und dem theoretischen Wissen aus den praxisorientierten Bachelor-Studiengängen stehen BA-Absolventen der Wirtschaft als Manager-Nachwuchs zur Verfügung.
Im Jahr 2012 wurde der akkreditierte Bachelor-Studiengang BWL – Mittelstandsmanagement mit dem akademischen Abschluss Bachelor of Arts (B.A.) eingeführt.
Außerdem gibt es weitere akkreditierte Bachelorstudiengänge: Sozial- und Gesundheitsmanagement, Smart Production and Digital Management, beide mit dem Abschluss Bachelor of Arts (B.A.). Zudem wird der Studiengang Digital Business Management mit dem Abschluss Bachelor of Science (B.A.) angeboten.
Alle Studiengänge werden jeweils zum Wintersemester angeboten und dauern sechs Semester.

## Persönlichkeiten
- Wolfgang Dippel (* 1954), Professor für Wirtschaftswissenschaften und Sozialwissenschaften